# Boletina nigravena
Boletina nigravena är en tvåvingeart som beskrevs av Chandler och Ribeiro 1995. Boletina nigravena ingår i släktet Boletina och familjen svampmyggor.
Artens utbredningsområde är Madeira. Inga underarter finns listade i Catalogue of Life.